# Корцијањо (Асти)
Корцијањо је насеље у Италији у округу Асти, региону Пијемонт.
Према процени из 2011. у насељу је живело 66 становника. Насеље се налази на надморској висини од 268 м.